# 김병욱 (연출가)
김병욱(1961년 10월 24일 ~ )은 대한민국 프로듀서이다. 1986년 MBC 라디오PD로 입사했다가, 1991년 SBS 개국과 함께 예능PD로 이적했다. LA 아리랑을 끝으로 1997년 1월에 퇴사해서 현재 초록뱀미디어 소속의 PD이다. 지속적으로 시트콤을 제작하면서 작품 속에 자신의 인생관이나 철학을 뚜렷히 드러내는 특징을 가지고 있다. 대한민국에서 대중적 지지를 얻은 시트콤의 대부분이 김병욱 감독이 제작한 작품으로, 대한민국의 대표적인 시트콤 연출자로 꼽힌다.
대표작으로는 《LA아리랑》, 《순풍산부인과》, 《웬만해선 그들을 막을 수 없다》, 《똑바로 살아라》, 《귀엽거나 미치거나》, 하이킥 시리즈(《거침없이 하이킥!》, 《지붕뚫고 하이킥!》, 《하이킥! 짧은 다리의 역습》, 비지상파  《감자별 2013QR3》,  《원스 어폰 어 타임 인 생초리!》  《너의 등짝에 스매싱》등이 있다.

## 활동
경주고등학교를 졸업하고 한국외국어대학교에서 스페인어를 전공하였다. 1986년 MBC 라디오국에 입사해 라디오 PD로 일했다. 1991년 SBS 창립을 앞두고 SBS 예능국으로 이직하였다.
1995년, SBS의 첫 시트콤 《LA 아리랑》의 연출을 맡으며 시트콤에 진출했다. 《LA 아리랑》은 2000년까지 5년여간 장기방영되어 인기를 끌었다. 《LA 아리랑》의 연출을 맡던 1998년, 홍제동의 한 산부인과에서 벌어지는 가족의 일상을 다룬 시트콤 《순풍산부인과》의 연출을 맡았다. 순풍산부인과는 최고 시청률 30%를 기록하면서, 당대 시트콤 사상 최고 시청률을 기록하였으며 SBS에서 런칭한 시트콤 중 유일하게 시청률 30%를 넘긴 작품으로 기록되었다.
2000년 12월 김병욱은 순풍산부인과의 후속작 《웬만해선 그들을 막을 수 없다》의 연출을 맡았다. 당초 순풍산부인과의 방영기간이 2년이 넘어가며 발생한 여러 제작상 문제로 인해, 방영 초기부터 1년을 넘지 않겠다고 발언한 뒤 방송이 시작되었다. 《웬만해선 그들을 막을 수 없다》 역시 평균 시청률 15%, 최고 시청률 28.9%를 기록하며 큰 성공을 거뒀다.
2002년, 후속작 《똑바로 살아라》가 방영을 시작했다. 본래 김병욱은 《똑바로 살아라》의 런칭을 2003년으로 계획하고 있었으나, 《웬만해선 그들을 막을 수 없다》의 후속작 《대박가족》이 저조한 시청률과 낮은 평가를 받자 조기 편성되었다. 《똑바로 살아라》는 평균 13%의 시청률을 기록하였으며, 탄탄한 스토리라인과 마니아층을 노린 시놉시스로 큰 사랑을 받았다. 《똑바로 살아라》는 김병욱 PD 개인이 가장 좋은 평가를 내린 작품이기도 하다. SBS에서 김병욱이 연출을 맡은 시트콤들을 소위 '순풍-웬그막-똑살 트릴로지' 라고 부른다.
2005년 김병욱은 시트콤 《귀엽거나 미치거나》의 연출을 맡았다. 그러나 이전 작품들에 비해 크게 저조한 시청률을 보이며 김병욱 PD의 시트콤 중 첫 실패를 기록하게 되었으며, 그가 SBS에서 연출을 맡은 마지막 작품이 되었다. 《귀엽거나 미치거나》의 흥행 실패 이후 SBS는 주간 시트콤을 폐지하였다.
2006년 김병욱은 친정인 MBC로 이적하여 시트콤 《거침없이 하이킥!》 의 연출을 맡았다. 이순재, 나문희, 박해미, 정준하, 최민용 등 간판급 배우들과 김혜성, 정일우, 박민영, 김범, 나혜미 등 신인들이 기용되었으며 《똑바로 살아라》 에 출연했던 서민정까지 합류했다. 《거침없이 하이킥》 은 펑균 시청률 20%를 기록하며 흥행에 성공하였고 연말 시상식에서 12관왕을 석권하였다. 주연배우인 이순재는 2007년 MBC 방송연예대상에서 대상을 수상하였고, 김병욱은 신지와 함께 특별상을 수상했다. 당초 영화화 계획이 있었으나, 서민정이 프로그램 종영과 함께 결혼하여 뉴욕으로 이주하면서 영화 계획은 무산되었다.
2009년 하이킥 시리즈의 두번째 작품인 《지붕뚫고 하이킥!》의 연출을 맡았다. 이 작품부터 김병욱과 오랫동안 함께 작업했던 송재정 작가가 하차했으며, 그의 작품 중 처음으로 HD로 제작된 시트콤이기도 하다. 《지붕뚫고 하이킥》은 최고 시청률 25%를 기록하며 전작의 최고시청률을 갱신하는 등 크게 흥행에 성공하였다. 그러나 이전 작품들에 비해 이질적으로 평가받는 스토리라인과 많은 시청자들에게 논란을 낳은 결말로 인하여 작품에 대한 평가는 이전 작인 《거침없이 하이킥》보다 낮았다.
2011년 하이킥 시리즈의 마지막 작품인 《하이킥! 짧은 다리의 역습》의 연출을 맡았다. 김병욱은 제작발표회에서 흥행 여부와 상관없이 하이킥 시리즈는 종영한다고 선언하였다. 시청률은 평균 10%, 최고 시청률 15%로 전작에 비해 크게 하향세를 띄었으며 김병욱은 하이킥 시리즈의 종영과 함께 MBC를 떠났다.
2013년 tvN으로 이적한 그는 시트콤 《감자별 2013QR3》의 연출을 맡았다. 해당 작품에는 하이킥 시리즈에서 주연을 맡았던 이순재와 《웬만해선 그들을 막을 수 없다》, 《똑바로 살아라》 에서 주연을 맡았던 노주현이 출연하여 화제를 모았다. 그러나 저조한 시청률로 크게 화제성을 일으키지 못하고 막을 내렸다.

## 학력
- 경주중학교
- 경주고등학교
- 한국외국어대학교

## 경력
- SBS 예능본부 프로듀서

(구. SBS 제작본부 예능국 프로듀서)
- 휴먼컴 프로듀서
- 초록뱀미디어 프로듀서

## 제작 작품

### SBS 시트콤
- 1995년 ~ 1996년 SBS 《LA아리랑》
- 1998년 ~ 2000년 SBS 《순풍산부인과》
- 2000년 ~ 2002년 SBS 《웬만해선 그들을 막을 수 없다》
- 2002년 ~ 2003년 SBS 《똑바로 살아라》
- 주간 시트콤
- 2005년 SBS 《귀엽거나 미치거나》

### MBC 시트콤
- 2006년 ~ 2007년 MBC 《거침없이 하이킥!》
- 2009년 ~ 2010년 MBC 《지붕뚫고 하이킥!》
- 2011년 ~ 2012년 MBC 《하이킥! 짧은 다리의 역습》

### 비지상파
- 2013년 ~ 2014년 tvN 《감자별 2013QR3》
- 2010년 ~ 2011년 tvN 《원스 어폰 어 타임 인 생초리!》 (크리에이터)
- 2017년 ~ 2018년 TV조선 《너의 등짝에 스매싱》 (크리에이터)

## 수상
- 2007년 MBC 방송연예대상 특별상
- 2007년 코리아드라마페스티벌 프로듀서상
- 2009년 MBC 방송연예대상 시트콤부문 특별상
- 2010년 제3회 코리아드라마페스티벌 심사위원특별상
- 2010년 제46회 백상예술대상 TV부문 예능작품상